# Endymion (cráter)

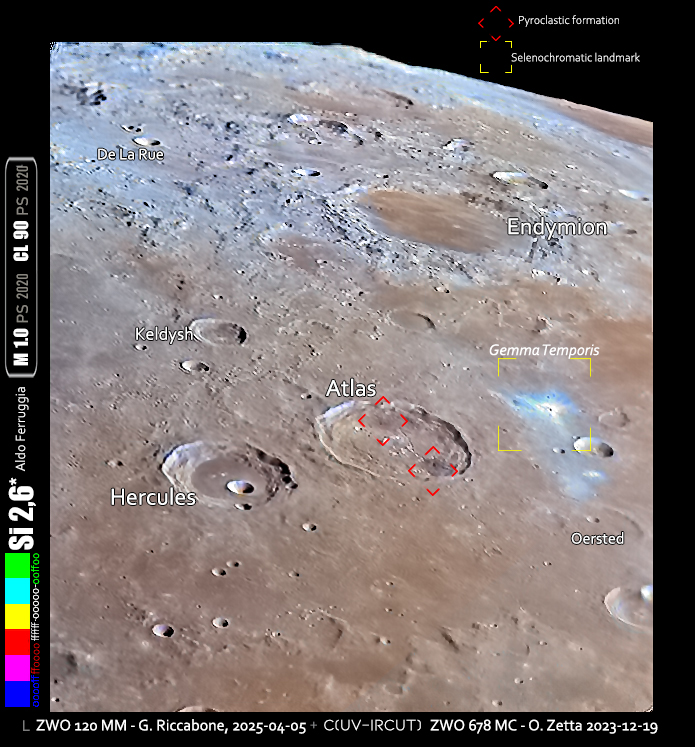
El cráter en formato selenocromático

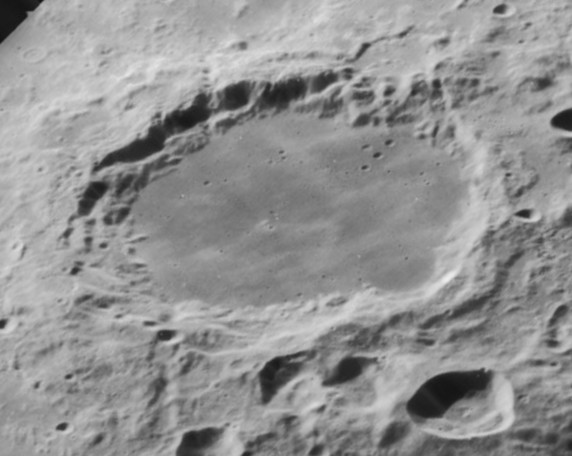
Fotografía de la misión Lunar Orbiter 4 (1967)

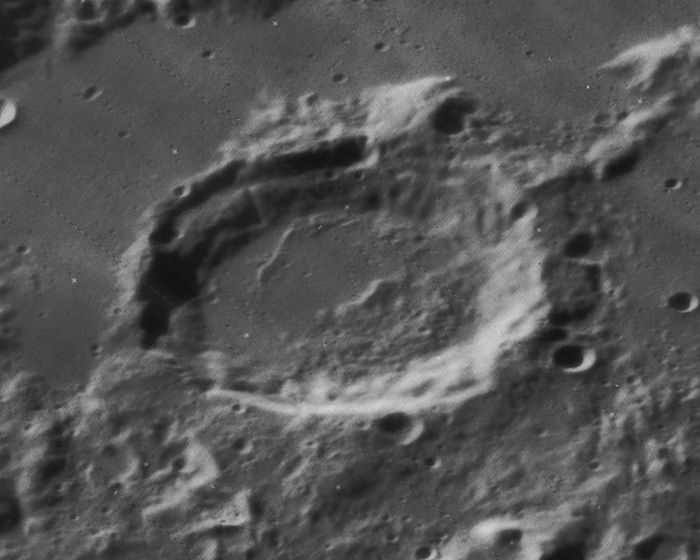
Endymion B. Fotografía de la misión Lunar Orbiter 4 (1967)

Endymion es un cráter de impacto que se encuentra cerca de la extremidad noreste de la Luna. Se encuentra al este del Mare Frigoris, y al norte del Lacus Temporis. Al suroeste aparece el algo más pequeño cráter Atlas. Debido a su ubicación, Endymion tiene un aspecto ovalado por el escorzo. Más allá del cráter, a lo largo del limbo lunar, se halla el Mare Humboldtianum. El cráter De La Rue aparece al nornoroeste de Endymion.
|  |

El suelo de Endymion está cubierto de lava de bajo albedo, lo que le da un aspecto oscuro y hace que sea relativamente fácil de localizar. Su suelo es casi liso y prácticamente sin rasgos distintivos, con sólo unos pequeños cráteres situados dentro del brocal (una serie de tres consecutivos se halla cerca de la pared interna del noroeste). Una serie de rayos débiles del sistema de marcas radiales del cráter Thales (situado hacia el norte-noroeste) cruzan el suelo oscuro. Presenta una rampa exterior baja y ancha, desgastada por la erosión de otros impactos.

## Cráteres satélite
Por convención estos elementos son identificados en los mapas lunares poniendo la letra en el lado del punto medio del cráter que está más cerca de Endymion.
|          | \| Endymion \| Coordenadas \| Diámetro \| \| -------- \| ---------------------------- \| -------- \| \| A \| 54°42′N 62°48′E / 54.7, 62.8 \| 30 km \| \| B \| 59°48′N 67°12′E / 59.8, 67.2 \| 59 km \| \| C \| 58°24′N 60°48′E / 58.4, 60.8 \| 32 km \| \| D \| 52°24′N 62°24′E / 52.4, 62.4 \| 20 km \| \| E \| 53°36′N 66°12′E / 53.6, 66.2 \| 18 km \| \| F \| 56°54′N 65°06′E / 56.9, 65.1 \| 12 km \| \| G \| 56°24′N 55°36′E / 56.4, 55.6 \| 15 km \| \| H \| 51°06′N 56°18′E / 51.1, 56.3 \| 14 km \| \| J \| 53°30′N 50°42′E / 53.5, 50.7 \| 67 km \| \| K \| 51°18′N 52°18′E / 51.3, 52.3 \| 7 km \| \| L \| 55°24′N 71°00′E / 55.4, 71.0 \| 9 km \| \| M \| 52°42′N 70°54′E / 52.7, 70.9 \| 9 km \| \| N \| 52°24′N 69°36′E / 52.4, 69.6 \| 9 km \| \| W \| 52°42′N 69°12′E / 52.7, 69.2 \| 10 km \| \| X \| 52°54′N 50°06′E / 52.9, 50.1 \| 6 km \| \| Y \| 55°48′N 58°00′E / 55.8, 58.0 \| 8 km \| |          |
| Endymion | Coordenadas | Diámetro |
| A        | 54°42′N 62°48′E / 54.7, 62.8 | 30 km    |
| B        | 59°48′N 67°12′E / 59.8, 67.2 | 59 km    |
| C        | 58°24′N 60°48′E / 58.4, 60.8 | 32 km    |
| D        | 52°24′N 62°24′E / 52.4, 62.4 | 20 km    |
| E        | 53°36′N 66°12′E / 53.6, 66.2 | 18 km    |
| F        | 56°54′N 65°06′E / 56.9, 65.1 | 12 km    |
| G        | 56°24′N 55°36′E / 56.4, 55.6 | 15 km    |
| H        | 51°06′N 56°18′E / 51.1, 56.3 | 14 km    |
| J        | 53°30′N 50°42′E / 53.5, 50.7 | 67 km    |
| K        | 51°18′N 52°18′E / 51.3, 52.3 | 7 km     |
| L        | 55°24′N 71°00′E / 55.4, 71.0 | 9 km     |
| M        | 52°42′N 70°54′E / 52.7, 70.9 | 9 km     |
| N        | 52°24′N 69°36′E / 52.4, 69.6 | 9 km     |
| W        | 52°42′N 69°12′E / 52.7, 69.2 | 10 km    |
| X        | 52°54′N 50°06′E / 52.9, 50.1 | 6 km     |
| Y        | 55°48′N 58°00′E / 55.8, 58.0 | 8 km     |